# Charles Curtis
Charles Curtis (Topeka, 1860. január 25. – Washington, 1936. február 8.) az Amerikai Egyesült Államok szenátora (Kansas, 1907–1913 és 1915–1929) és 31. alelnöke (1929-1933).

## Élete
Curtis az első őslakos származású kongresszusi képviselő, majd Kansas szenátora és az ország első indián származású alelnöke is volt, aki eredetét (osage, kaw  és potawatomi) nyíltan felvállalta. Nagy részt vállalt Oklahoma 46. tagállammá szervezésében.[forrás?]